# 元老院 (イタリア)
元老院（げんろういん、伊: Senato della Repubblica）は、イタリア共和国の議会（上院）。

## 概要
サルデーニャ王国において1848年5月8日に設置され、リソルジメントの完了と共に現共和国の前身であるイタリア王国の議会となった。任期は5年。元老院議長は大統領が辞任や死亡などで、不在の場合は一時的に大統領の職務を遂行する。

## 定数
2020年9月以降に実施される総選挙からは200議席で、これに終身議員が加わる。
2020年9月の時点では315（国内選挙区309、国外在住者選挙区6）議席＋終身議員であったが、2020年9月20日から21日にかけてイタリア共和国憲法第56条、57条、59条を改正し、上下両院の議員定数を削減する憲法改正案の是非を問う国民投票が執行され、賛成票が7割に達し改正案は可決された。これにより元老院は315から200に削減されることが決まった。

### 終身議員
元老院議員は公選制であるが憲法第59条の規定により、大統領の任命により終身の上院議員が例外で認められている。
- 大統領経験者（上限無し）
- 社会、科学、芸術および文学の領域で最高の功績を上げた者から大統領が指名した者（上限5人）

なお、終身議員は政党に所属しない。
在職中の終身議員
- 大統領経験者
  - 該当者なし[注釈 6]
- 大統領指名者
  - マリオ・モンティ（2011年就任） - 経済学者、元欧州委員、首相（第82代）
  - レンゾ・ピアノ（2013年就任） - 建築家、プリツカー賞受賞（1998年）
  - カルロ・ルビア（2013年就任） - 素粒子物理学者、ノーベル物理学賞受賞（1984年）
  - エレーナ・カッターネオ（イタリア語版、英語版）（2013年就任） - 薬理学者
  - リリアーナ・セグレ（2018年就任） - ホロコースト生存者

## 選挙制度
- 拘束名簿式比例代表制 - ヴァッレ・ダオスタ州、トレンティーノ＝アルト・アディジェ州を除く国内選挙区18（州単位）
- 小選挙区制 - ヴァッレ・ダオスタ州1、トレンティーノ＝アルト・アディジェ州7
- 非拘束名簿式比例代表制 - 国外在住者選挙区4

### プレミアム制
各州の最多得票政党（または候補者名簿連合）が各州定数の55%を獲得、残余議席を第2党以下で比例配分（モリーゼ州を除く）。

## 選挙区
| 州                                   | 定数 |
| ------------------------------------ | ---- |
| ピエモンテ州                         | 14   |
| ヴァッレ・ダオスタ州                 | 1    |
| ロンバルディーア州                   | 31   |
| トレンティーノ＝アルト・アディジェ州 | 6    |
| ヴェネト州                           | 16   |
| フリウリ＝ヴェネツィア・ジュリア州   | 4    |
| リグーリア州                         | 5    |
| エミリア＝ロマーニャ州               | 14   |
| トスカーナ州                         | 12   |
| ウンブリア州                         | 3    |
| マルケ州                             | 5    |
| ラツィオ州                           | 18   |
| アブルッツォ州                       | 4    |
| モリーゼ州                           | 2    |
| カンパーニャ州                       | 18   |
| プーリア州                           | 13   |
| バジリカータ州                       | 3    |
| カラーブリア州                       | 6    |
| シチリア州                           | 16   |
| サルデーニャ州                       | 5    |
| 国内選挙区定数                       | 196  |
| 国外在住者選挙区                     | 4    |
| 定数                                 | 200  |

## 元老院選挙
- 2008年イタリア総選挙
- 2013年イタリア総選挙
- 2018年イタリア総選挙
- 2022年イタリア総選挙